# Imad Ghali
Imad Muhammad Ibrahim Muhammad al-Imam Ghali, Emad Mohamed Ibrahim Mohamed Elem Ghaly (arab. محمد مصطفى علي الشامي صلاح الدين; ur. 16 grudnia 2003) – egipski zapaśnik walczący w stylu klasycznym. Brązowy medalista mistrzostw Afryki w 2024. Mistrz Afryki juniorów w 2022 roku.